# 銚子道・銚子街道
銚子道（ちょうしどう）は千葉県中央区市場町、または大網白里市駒込から銚子市西芝町に至る街道である。
銚子街道（ちょうしかいどう）は千葉県我孫子市寿から銚子市飯沼町に至る街道である。別称は佐原・銚子街道である。

## 概要
この街道は銚子方面への接続を可能にするために各地と繋がった街道である。現在この名称で使われる道路は複数あり、正式には決定していないため、有力な二つを下記する。

### 銚子道
- 起点：千葉県千葉市中央区「大和橋」交差点
  - または大網白里市駒込「駒込」交差点
- 合流地点：東金市台方「台方三差路」交差点
- 終点：銚子市西芝町
  - 銚子街道合流地点、「銚子駅前」付近

国道126号が現在踏襲している太平洋側に整備された街道である。下総台地の谷間、麓を沿うように古代から建設され、明治期にはすでに整備されており、山武市成東や匝瑳市、旭市などの街を接続していた。現在、多くの部分で線形改良やバイパス道路を建設したことで県道や市道に降格した。なお、全線で都市計画道路が検討されており、東金市では「台方三差路」から「3・5・7 千葉銚子線」として沿線の再開発・整備が検討されており、同様に山武市では「3・5・10 姫島宮前線」として「津辺」交差点付近まで計画されており、かつて市街地の中心道路として発展した形跡が現在も残る。江戸時代には千葉付近で房総往還（現在の国道14号（千葉街道）、国道357号、国道16号、国道127号）、佐倉街道（現在の国道51号）、大網街道（現在の県道20号・末広街道）など千葉全域と接続しており、江戸に物品を輸送する主要な道路として役割を果たした。また、従来は銚子道を使い海産物を運んでいたため輸送限界が関東圏内だったが、太平洋沿岸で東廻海運が発達したことで、大量の九十九里産の鰯を運べるようになり、金肥として重宝されたことで、日本全国の農業が発達する原因にもなった。明治期に入ると国道として制定されていたが、戦後各地で整備が進み、高度経済成長期に当街道に並行して国道126号バイパスが建設された。また、明治期までこの街道沿線には町や田畑が広がっており、土製の道路であったため、降雨により通行が度々困難になった。そして、東金と銚子の重要な中継地点であった成東は九十九里からの海産物の貨物輸送も多く、宿屋などの宿泊施設が立ち並んでいたが、降雨により度々泥道と化していた。これが、降雨による輸送停止を危惧した安井理民が鉄道誘致運動を起こす原因となり、後に総武本線を敷設するきっかけとなった。銚子市西芝町で銚子街道と合流するため、香取市佐原や我孫子などの水郷地区や鹿島神宮への参道、鹿島灘に面する地域との交流で道中が栄えた。

### 銚子街道
- 起点：我孫子市寿1丁目
  - 旧水戸街道 我孫子宿、成田街道我孫子ルート重複
- 終点：銚子市飯沼町「観音前」交差点

国道356号が現在踏襲している利根川沿いに整備された街道である。なお、厳密に起点は決定されておらず、木下街道と接続する木下付近を起点とする説や佐原を起点とする説もある。江戸時代には我孫子宿（我孫子市寿1丁目16、追分石碑）で旧水戸街道と接続していた成田街道（印旛郡栄町安食「安食」交差点までの国道356号の一部、県道18号・松崎街道）と共に印旛への輸送路・開発路として役割も果たした。また、水運と共に発達し、明治期には水戸街道（現在の国道6号）とともにすでに国道として確立していたが、利根川の治水工事の影響により現在は一般県道や市道に格下げされている箇所もある。神崎町区間では成田線と並行しており利根川とは大きく離れているが、香取市の佐原市街地に入ると再び合流し、県道55号が踏襲している。なお、かつてはここに佐原宿（佐原の町並み）があり、成田山新勝寺に至る佐原街道や香取神宮に至る香取街道、多古街道と接続していた。その後は銚子市唐子町の「銚子大橋前」交差点までの多くを成田線と並行して国道356号が踏襲している。西芝町で銚子道と合流し、飯沼町の飯沼観音付近で鹿嶋市や水戸市に至る飯沼街道と接続する。なお、銚子道と同様に水郷の町として栄えた佐原の発展のため、伊能権之丞らが発起した武総鉄道会社は銚子街道に沿う形で建設が計画された。

## 経由地
- 銚子道：千葉県千葉市中央区 - 若葉区 - 八街市 - 東金市 - 山武市 - 山武郡横芝光町 - 匝瑳市 - 旭市 - 銚子市
  - 別ルート：大網白里市 - 東金市

- 銚子街道：千葉県我孫子市 - 印西市 - 印旛郡栄町 - 成田市 - 香取郡神崎町 - 香取市 - 香取郡東庄町 - 銚子市